# Паб

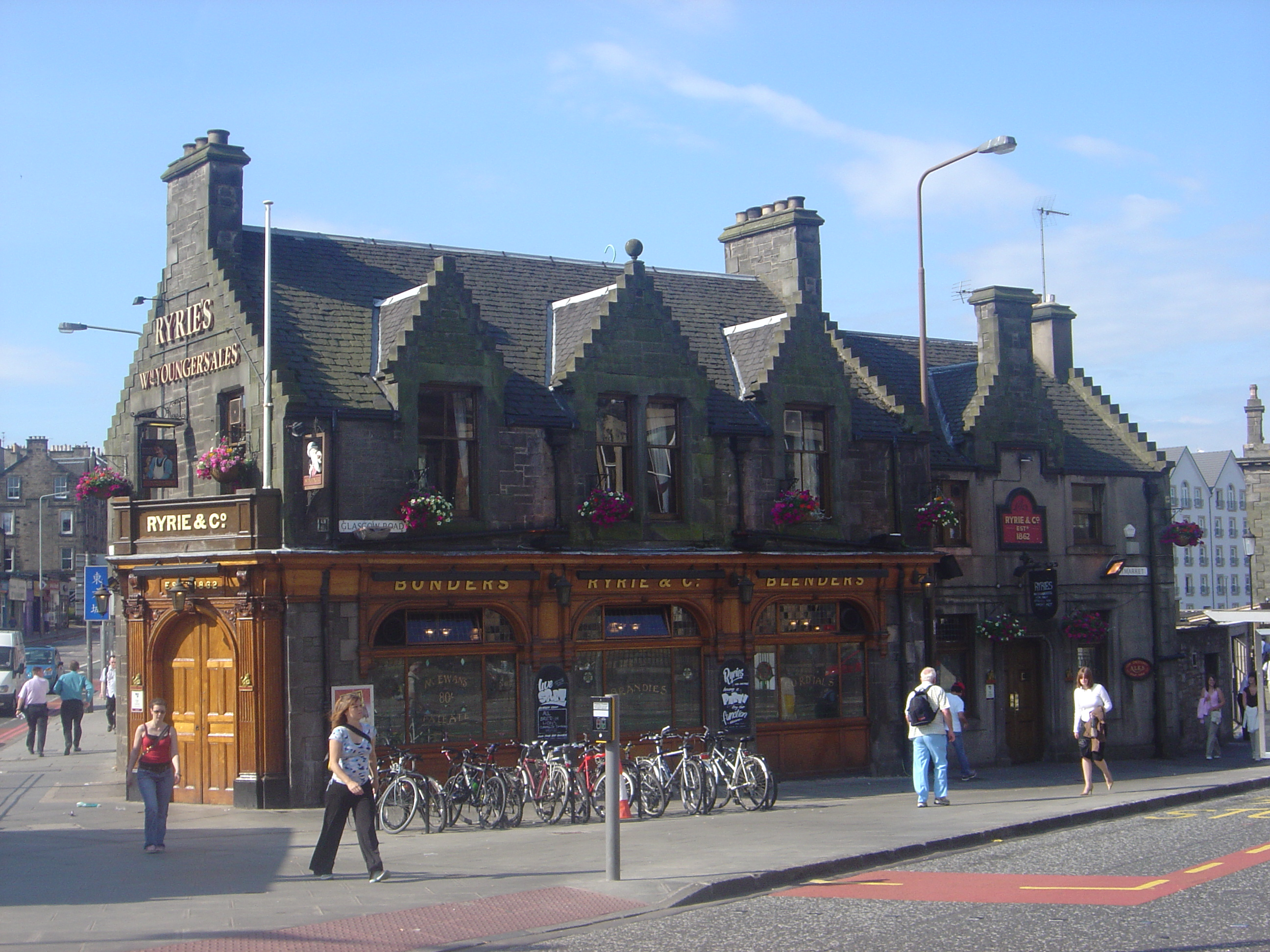
Паб в Эдинбурге, Шотландия

Паб (англ. Pub — сокращённо от Public house, буквально «публичный дом» в значении общественного места сбора населения; ирл. tábhairne, «таверна») — заведение, в котором продаются алкогольные напитки для распития внутри или вне данного помещения. Традиционно существуют в Великобритании и Ирландии и являются частью социальной культуры этих стран.

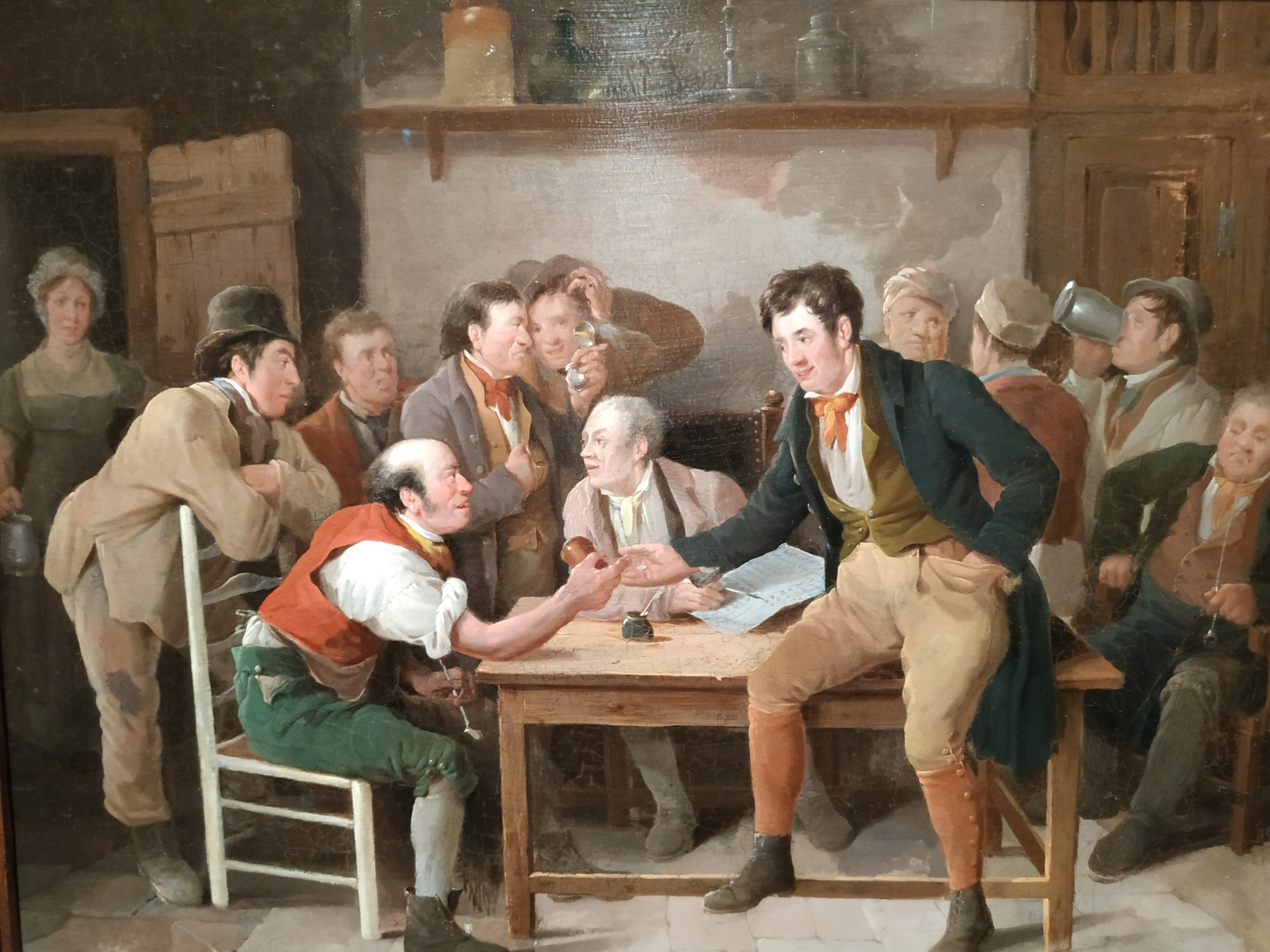
Сцена в пабе. Худ. Эдвард Вильерс Риппингилль (1820)

В британской разговорной речи для названия паба употребляются следующие слова: boozer — пивная, battle cruiser — линейный крейсер, the local — дословно «местный» (паб), watering hole — скважина, rub-a-dub-dub — место тёрки увальней или nuclear sub — ядерная подводная лодка (сокр. от submarine). Названия battle cruiser, rub-a-dub-dub и nuclear sub не несут никакой смысловой нагрузки, так как сформированы путём рифмовки слов boozer и pub, что присуще сленгу кокни.
Паб, предлагающий временное жильё, может называться «Inn» (гостиница) (в Великобритании) или трактир. В Австралии пабы часто носят название отель, хотя не предлагают ничего, кроме временного жилья (отели, предлагающие только временное жилье без бара, называются «частными отелями»).

## Описание

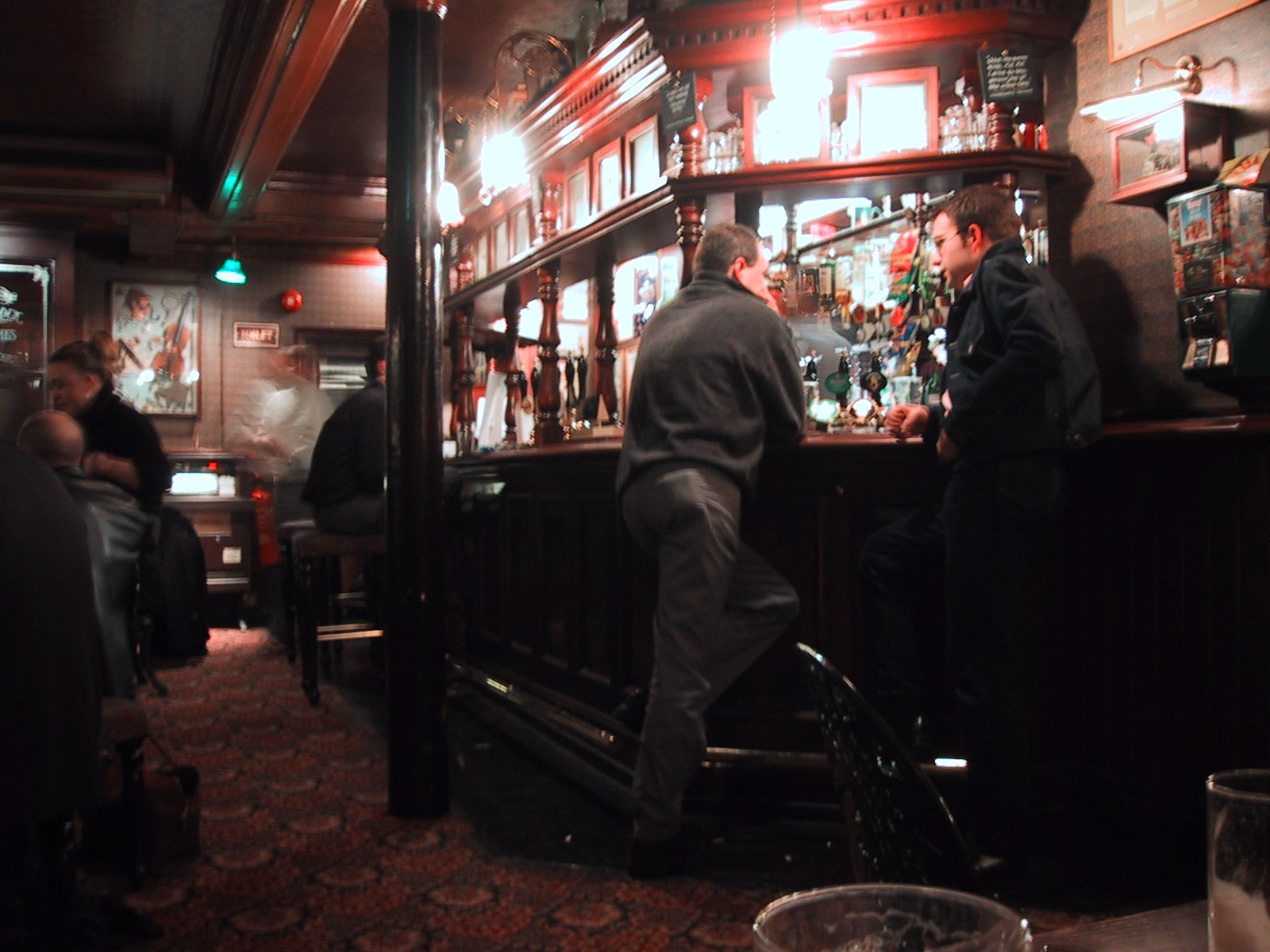
У стойки в пабе «Шерлок Холмс» в Лондоне

Пабы — это общественные места, ориентированные на продажу и потребление алкогольных напитков. Как правило, в пабах предлагается пиво, вино, ликёры, алкопопы (готовые бутылочные коктейли), коктейли и безалкогольные напитки.
Многие пабы контролируются пивоваренными заводами, поэтому зачастую качество предлагаемого пива выше, чем вина или иного алкоголя. Пиво, подаваемое в пабах, ранжируется от бочкового (каскового (англ. cask — «бочка») пива, соответствующего популярным предпочтениям и разливаемого из кранов, до кегового пива.
Достаточно многие пабы предполагают наличие небольшой пивоварни, которая находится непосредственно в пабе или вблизи от них. Пиво, сваренное там, является основным брендом такого паба. Однако они иногда предлагают и бутылочное пиво. При этом некоторые пабы варят собственные эли или стауты и, поэтому из принципа не продают напитки-конкуренты.
Хозяин, арендатор или управляющий паба обычно называется «пабликэн» (трактирщик) или владелец. В английских и ирландских пабах такой человек сам нередко стоит за стойкой. Но чаще всего с посетителями работает специально нанятый человек — бармен (от англ. bar — стойка, и man — человек; букв. «человек за барной стойкой»). Хороший бармен должен не просто уметь наливать жидкости из бутылок в бокалы, но и разбираться в спиртных напитках и знать наизусть ингредиенты и пропорции основных коктейлей и смесей. Кроме того, хороший бармен умеет поддержать беседу с посетителями, будь то весёлая и многочисленная компания местных жителей или одинокий незнакомец.
Каждый паб, как правило, имеет завсегдатаев, которые регулярно его посещают. Паб, посещаемый наиболее часто, называется «local pub» (местный паб). В большинстве случаев это паб, находящийся близко от дома, но некоторые люди выбирают паб по следующим причинам: близость от рабочего места, традиционное место встречи с друзьями, наличие определённого сорта эля, условия для некурящих, компания для игры в дартс, наличие стола для игры в бильярд или кикер.
Маленькие пивоварни обычно имеют один или несколько локальных пабов. Крупные пивоварни, например Young’s или Fuller’s, имеют региональную сеть из десятков пабов. Несколько крупнейших компаний, вроде Greene King, имеют общенациональную и даже международную сеть пабов (так, тот же Greene King имеет паб в Москве).
Во второй половине XX века важным элементом деятельности многих пабов стали трансляции в прямом эфире спортивных мероприятий (футбол, регби, крикет, гольф, конный спорт, авто- и мотогонки и т. п.)

### Интерьер
Интерьер традиционных пабов в целом достаточно демократичен. Как правило, это небольшой — до 100 м² — уютный зал, в котором размещаются разной величины столы со стульями. Ключевой частью любого паба является барная стойка (англ. bar) — предмет гордости заведения, который служит не только столом для подачи напитков и закусок, но и разделяет помещение на две функциональные зоны: зону для посетителей и зону для бармена (продавца).
Обязательные атрибуты паба — исписанная мелом доска-меню и мишень для игры в дартс (в пабах метают дротики с XVI столетия).
Традиционно окна городских пабов делаются из дымчатого или матового стекла, таким образом, клиенты затенены от уличного света и суеты. За последние двадцать лет в Великобритании и других странах наметилась тенденция к применению более светлых стёкол в окнах, так как они лучше соответствуют моде на светлый декор внутри заведения. Ещё одной особенностью интерьера в пабах являются широкие подоконники (и, например, владельцы российско-ирландской сети пабов Harat’s позаимствовали у Московского Дома Блюза «B.B.King» весьма оригинальное применение — широкие подоконники используются как полноценные сидячие места для посетителей). Кроме того, они зачастую выполняют функцию танцпола.

### Еда в пабах
Традиционно пабы в Великобритании являлись питейными заведениями, и акцент на еду делался только в специальном пункте меню, названном «закуски бара» ('bar snacks'). Обычно в пабах предлагали традиционные английские закуски к пиву, например, свиные рёбрышки, маринованные яйца, а также чипсы и орешки. Солёные закуски продавались, чтобы вызвать жажду у посетителей.
Раньше пища в пабах, если она подавалась, представляла собой блюда типа «завтрак крестьянина». С появлением устройств, измеряющих уровень алкогольного опьянения, еда в пабах стала более важной частью меню заведения. Сегодня в большинстве пабов подаются завтраки и обеды в дополнение к закускам.
Пабы, делающие акцент на качественной еде, называются гастропабами.

### Спорт в пабах
В пабах популярны многочисленные традиционные игры от всем известных дартса и бильярда до менее известных игр типа «Тетя Салли» (Aunt Sally), «nine men’s morris» и «ringing the bull». Пари юридически ограничены в играх типа крибиджа или домино, но они теперь редко заключаются. В последние годы стали набирать популярность американские версии традиционных английских игр. В пабах появляется довольно большое количество современных игр, таких как видеоигры или игровые автоматы. Многие пабы устраивают специальные игровые турниры, вечера караоке или викторины (т. н. pub quiz). В пабах также играют музыканты, показываются матчи по футболу или регби, а также различные фильмы. Но несмотря на широкий диапазон развлечений, в пабах всё же остаются те, кто в первую очередь любит именно пиво.

### Курение в пабах
В начале XXI века в связи с общемировой кампанией против курения, Ирландия и Великобритания ввели юридический запрет на курение в пабах (в 2004 и 2007 году соответственно).

## Распространение
В наши дни пабы встречаются также в странах, испытавших на себе мощное британское и/или ирландское культурное влияние — таких, как Канада, Австралия и Новая Зеландия, в меньшей степени — США.
Пабы встречаются и в других странах, но там они не являются преобладающими питейными заведениями и воспринимаются главным образом как элемент «экзотического» британского национального колорита.
В Германии существуют очень похожие по духу и стилистике оформления кнайпе, а в Японии — идзакая.
В последние годы резко увеличилось количество пабов в России. Некоторые связывают это не столько с британской экзотикой, сколько с повышением культуры употребления пива в стране и стремлением отказаться от низкокачественного продукта, который предлагается массовым производителем.

## История

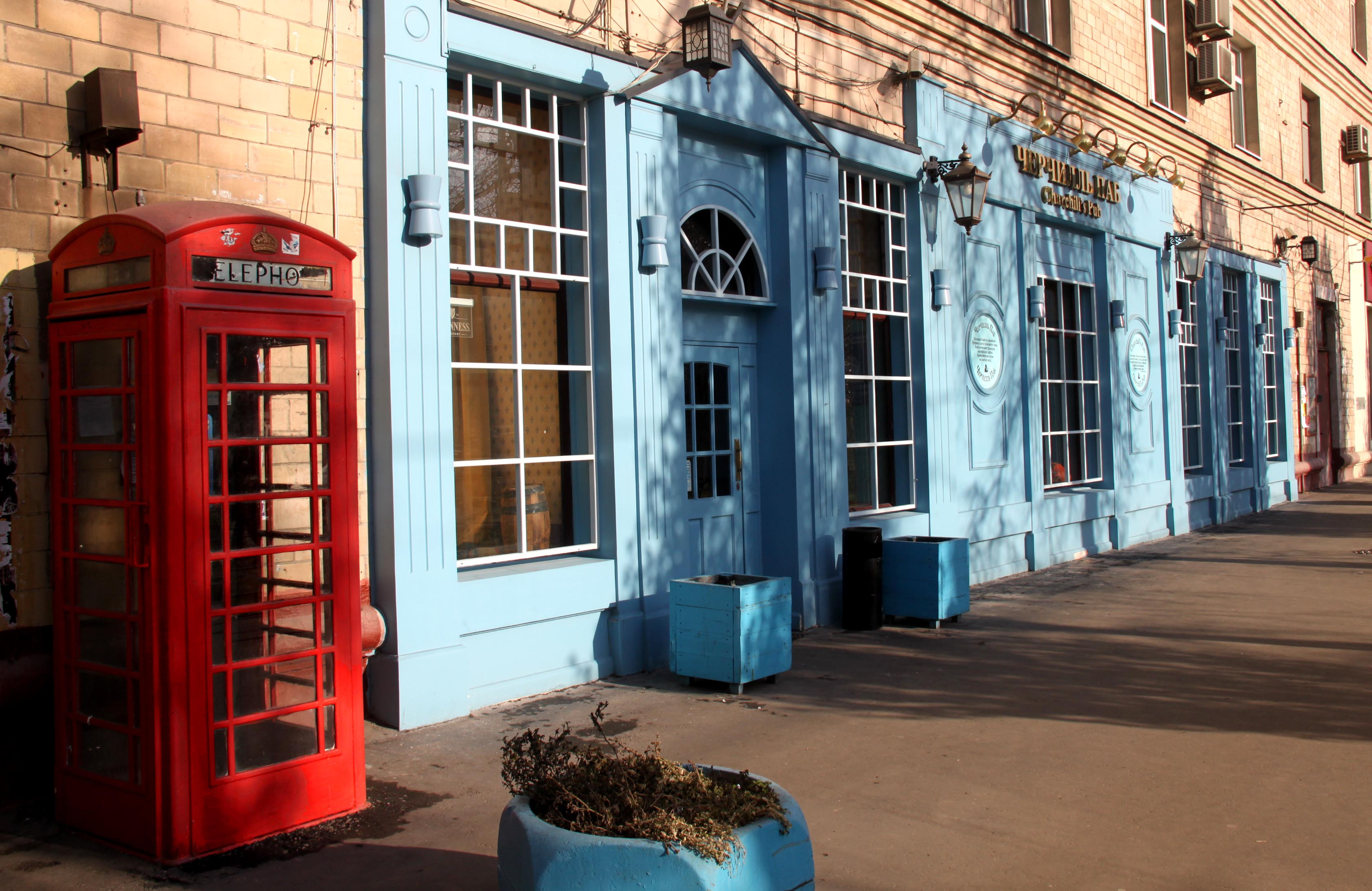
Черчилль Паб в Москве на Ленинградском проспекте.

Пабы на территории современных Великобритании и Ирландии начали появляться с прибытием римлян и создания римской дорожной сети. Именно тогда были основаны первые гостиницы, в которых утомлённые путешественники могли отдохнуть. Когда же римляне ушли, новые пабы продолжали открываться. Пабы того времени также принято называть «alehouse» (эльхаус, буквально «Дом эля»). Их стало настолько много, что в 965 году Король Эдгар издал декрет, установивший, что в одной деревне не может быть больше одного паба. (Паб «Английский Королевский Стандарт» The Royal Standard of England Архивная копия от 19 августа 2006 на Wayback Machine, находящийся недалеко от Бэконсфилда, является современным действующим пабом, выросшим из Саксонского эльхауса).
Саксонская хозяйка эльхауса (а в древности хозяевами пабов были преимущественно женщины) закрепляла пучок зелёных веток на шесте или столбе, что позволяло людям знать о том, что эль в эльхаусе готов, и можно приходить его пить. Так же, как крепкий эль, слабый эль («small ale» — букв. малый эль) употреблялся для питья вместо воды, которая считалась грязной и опасной. В раннем Средневековье путешественники останавливались на ночлег в монастырях, но позже спрос на гостиницы стал расти вместе с ростом популярности паломничеств и путешествий. Отельеры Лондона были удостоены статуса гильдии в 1446 году, а в 1514 году гильдией стало Worshipful Company of Innholders — «Товарищество владельцев трактиров».

### Салун и общественный паб

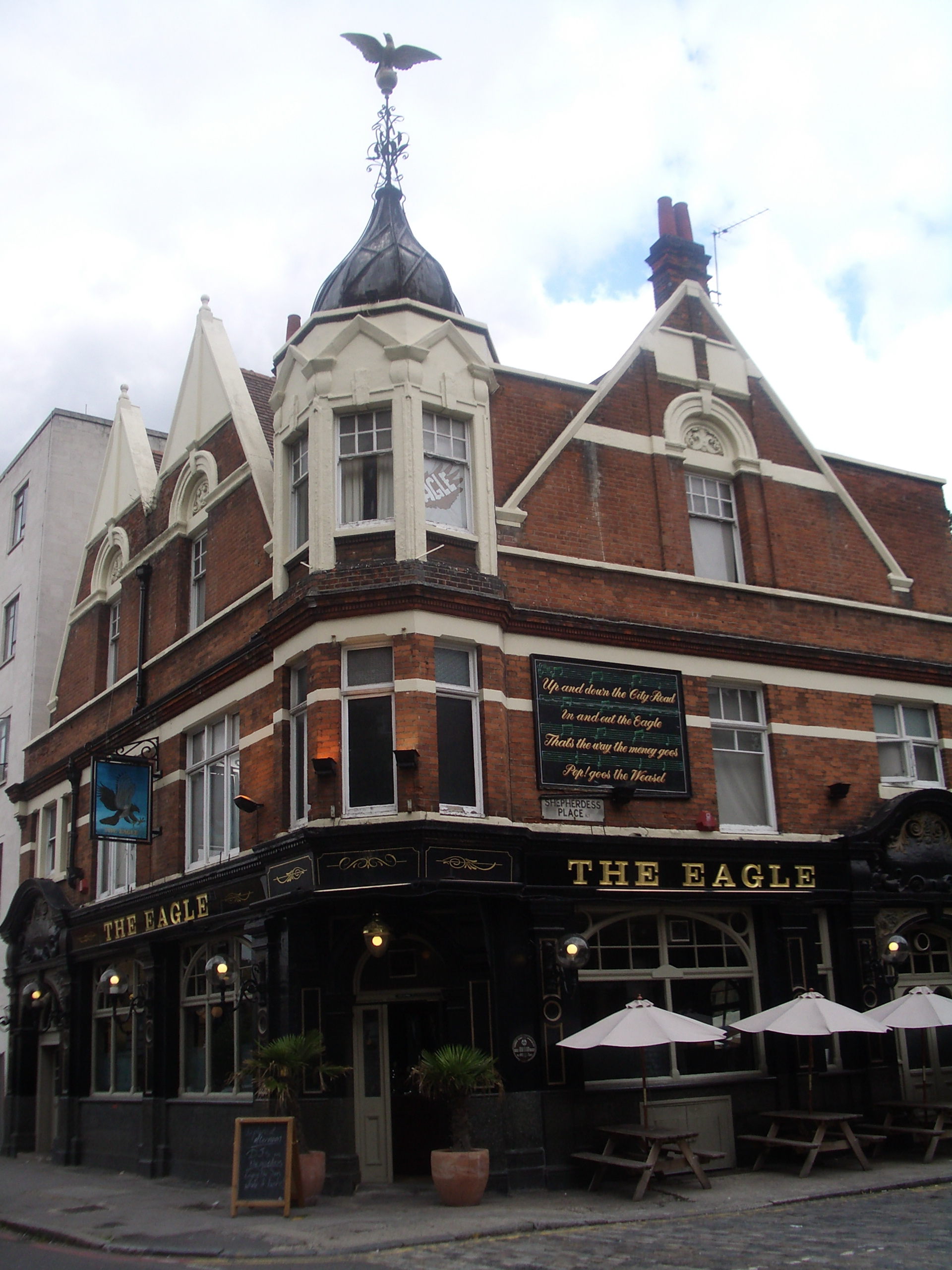
The Eagle, City Road, Islington. (September 2005)

К концу XVIII века пабы стали обустраивать ещё одной комнатой, которая носила название «салун». В пивных заведениях всегда устраивались разные развлечения: игры, музыка, спортивные состязания. Например, паб Balls Pond Road (букв. «Придорожный пруд Болла») в Islington был назван так своим управляющим мистером Болом в честь пруда с утками, находящегося на заднем дворе заведения. Каждый выпивающий мог выйти и за определённую плату попробовать поймать удачу, стреляя в домашнюю птицу.
Более обычным явлением в пабах были комнаты для игры в карты и бильярдные. Салуном являлась комната, в которой за более высокую входную плату устраивались танцы, пение, игрались драматические и комедийные постановки. Он стал основоположником мюзик-холлов, где предлагался большой выбор развлечений и постановок.
Самым известным лондонским салуном был Греческий Салун в The Eagle, City Road, который остаётся известным до сих пор из-за старой английской потешки: «Up and down the City Road / In and out The Eagle / That’s the way the money goes / Pop goes the weasel.» (букв. «Вверх и вниз по Сити Роуд / В Игл и из Игл / Это — путь, которым идут деньги / Вот идёт ласка.»). Значение этого выражения объясняет тот факт, что часто бывая в Игл и посещая этот трактир, люди тратят все свои деньги и должны заложить «ласку», чтобы получить средства (под «лаской» понимается либо плоская железная ложечка для помощи в надевании обуви, либо пальто из ласки или горностая).
Некоторые пабы имеют сцены для постановки представлений. Представления могут быть как драматическими или комическими постановками, так и выступлением музыкальной группы или стриптизом. Традиционные игра на фортепиано и пение постепенно стали заменяться на музыкальные автоматы.
К XX веку салуны среднего класса имели ковры на полу и подушки на сидениях. За вход в салуны брали пенни или два, в то время как публичные пабы оставались ориентированными на рабочий класс — полы были не отремонтированными, часто с опилками, которые впитывали плевки и лишнюю влагу, там всё так же подавалось дешёвое пиво. Публичные пабы постепенно улучшались, и сейчас почти единственным различием являются цены, которые позволяют выбрать между экономией или особенными условиями (возрастной контингент: молодые или более взрослые, наличие музыкального автомата с репертуаром или доска для игры в дартс).
Со временем в 1960-х и 70-х годах, когда внешние различия между классами в стране исчезали, стали исчезать различия между пабом и салуном. В заведениях сносились стены, разделявшие салун и паб. Хотя и сейчас можно наблюдать разные названия (Паб или Салун), но различия заключаются в ценах и оформлении помещения, которое является одной большой комнатой. Однако причиной того, что в пабах устраиваются отдельные залы, может быть необходимость отделить курящих. Также и для специальных гостей могут быть устроены отдельные комнаты.

## Регулирование, лицензирование и часы работы заведений
Закон 1869 года о вине и пиве ввёл строгие нормы: продажа алкоголя требовала особой лицензии для помещения, получаемой у местных магистратов. Ряд дальнейших условий регулировал азартные игры, пьянство, проституцию и другие виды нежелательного поведения в лицензированном помещении. Нарушение закона каралось судебным преследованием или лишением заведения лицензии. Лицензии предоставлялись, передавались или возобновлялись только в специальных Патентных судах. Их состав был строго определён и ограничен представительными людьми (первоначально это были бывшие служащие или полиция). Условия лицензии изменялись соответственно местной практике и особенностям. Они определяли часы открытия заведения, могли предусматривать закрытие заведения в воскресные дни или его работу в ночное время, если место располагалось около рынка. Обычно лицензия требовала открытия заведения в определённые часы, определяла условия подачи пищи и уборки помещения. Даже «случайные лицензии» на временную продажу алкоголя или для организации вечеринки необходимо было обязательно получать у лиц, имеющих патент. Возражения могли быть сделаны полицией, конкурирующими владельцами или кем-либо ещё на основаниях нарушения условий продажи напитков, беспорядка или грязного помещения, а также игнорирования разрешённых часов. Однако лицензирование было постепенно упразднено после 1960-х, так как оспаривание лицензий стало очень редким, и теперь это только административная функция, которая в 2005 году была передана местным властям.
При лицензировании вёлся детальный учёт. Учитывалась информация о пабе, его адресе, владельце, лице, имеющем лицензию и проступках лиц, имеющих лицензию в течение долгих лет. Многие из этих отчётов существуют и сейчас и доступны для просмотра в Лондонском Столичном Архиве.
С середины XIX века часы работы пабов в Великобритании были ограничены лицензией. Наивысшей степени ограничения достигли в августе 1914 года с выпуском закона о защите королевства «Defence of the Realm Act», который наряду с введением карточной системы и цензуры прессы, устанавливал время работы пабов с 12:00 до 14:30 и с 16:30 до 21:30. Время открытия и время закрытия лицензированного заведения контролировалось полицией, а в случае нарушения правил владелец лишался лицензии. В течение 20-го столетия законы лицензирования были смягчены, но между округами существовали различия. В 1960-х годах после закрытия заведений в Кенсингтоне (Kensington) в 22.30, пьющие могли отправиться к границе округа, чтобы вовремя успеть для «Последних Заказов» в Найтсбридж (Knightsbridge) до 23:00. Некоторые шотландские и уэльские округа оставались «официально сухими» по воскресеньям (при этом все желающие заходили в паб через чёрный ход). Установленное время закрытия заведения всё чаще и чаще игнорировалось в пабах страны. В Англии и Уэльсе к 2000 году пабы могли юридически открываться в 11 утра (12 по воскресеньям) и закрываться в 23 вечера (22:30 по воскресеньям). В тот год заведения впервые работали непрерывно в течение 36 часов с 11 утра в Канун Нового года до 23:00 на Новый год. Кроме того, во многих городах имелись уставы, разрешающие некоторым пабам увеличить время работы до 1:00, так как ночным клубам долго не предоставлялись лицензии для продажи алкоголя.
Законы лицензирования в Шотландии и Северной Ирландии долго были более гибкими, разрешая местным властям устанавливать время открытия паба и время его закрытия. В Шотландии это произошло после отмены законов о лицензировании военного времени, остававшихся в силе до 1976 года.
Закон о лицензировании 2003 года, вступивший в силу 24 ноября 2005 года, соединил множество законов в единый акт. Теперь пабам в Англии и Уэльсе присвоено право обращаться к местным властям для выбора времени работы заведения. Обосновано это было тем, что таким образом удастся разрядить напряжённую обстановку, возникающую к 11:30, когда посетители должны покинуть заведение. Критики утверждали, что эти законы приведут к «24-часовому питью». На следующий день после того, как закон вступил в силу, 60 326 заведений просили продлить часы работы, а 1121 заведение запросило лицензию на 24-часовую ежедневную продажу алкоголя. Однако и через 9 месяцев многие заведения не изменили часов работы, некоторые пабы открыты чуть дольше по выходным дням, но не позднее часа ночи.

## Сохранение традиций
Существует Общество сторонников традиционных британских сортов пива и сохранности «целостности» пабов, которое называется Campaign for Real Ale (CAMRA). Общество было создано в 1971 году с целью защиты каскового пива («real ale») от вымирания и противостояния засилью массового кегового лагера. В целом организация успешно справляется со своей задачей: за годы её существования касковое пиво разных сортов стали производить уже более 800 пивоварен, и его можно попробовать в любом уголке Великобритании.